# Густафссон, Малин
Малин Густафссон (швед. Malin Gustafsson; род. 24 января 1980, Лёвонгер, Вестерботтен) — шведская футбольная нападающая и хоккеистка.

## Карьера

### В хоккее с шайбой
Выступала за клубы АИК (Лёвонгер) и «Веддиге».
В составе сборной Швеции Малин участвовала в чемпионате мира 1997 года и Олимпийских играх 1998 года (в обоих турнирах шведки заняли пятое место).

### В футболе
В 1999 году Густафссон перешла из «Суннано» в «Мальмё», по итогам чемпионата страны была признана «новичком года». За два сезона в «Мальмё» получила несколько травм, после чего завершила карьеру игрока.
За сборную Швеции провела 12 матчей и отметилась одним забитым мячом в товарищеском матче с Австралией (7:6). Приняла участие во всех четырёх матчах своей команды на чемпионате мира 1999 года, где Швеция остановилась на стадии четвертьфинала.